# Tamgrinia alveolifera
Tamgrinia alveolifera là một loài nhện trong họ Amaurobiidae.
Loài này thuộc chi Tamgrinia. Tamgrinia alveolifera được Ehrenfried Schenkel-Haas miêu tả năm 1936.